# 黄嘴鹃属
黄嘴鹃属（学名：Ceuthmochares）是杜鹃科下的一个属。

## 下属物种
本属包括以下物种：
- 黄嘴鹃 Ceuthmochares aereus (Vieillot, 1817)
- 绿黄嘴鹃 Ceuthmochares australis Sharpe, 1873